# Faisà
Faisà és el nom amb què es coneixen els individus d'unes 35 espècies que pertanyen a 11 gèneres de la subfamília Phasianinae, família dels fasiànids.
Els faisans formen un nombrós grup de grans ocells que tenen entre 60 a 200 cm de llargada.
Presenten un alt dimorfisme sexual i els mascles són més grossos i vistosos que les femelles, tenen la part del cap i coll sense plomes i acostumen a ser de color vermellós.
El més corrent dels faisans és el faisà comú (Phasianus colchicus) que ha estat introduït com espècie de caça a gran part del món i criat engabiat per aquesta finalitat.
La carn dels faisans és molt apreciada en gastronomia.

## Espècies de faisans
- Gènere Ithaginis
  - I. cruentus
- Gènere Pucrasia
  - P. macrolopha
- Gènere Lophura
  - L. leucomelanos
    - L. l. hamiltoni
    - L. l. leucomelanos
    - L. l. melanota
    - L. l. moffitti
    - L. l. lathami
    - L. l. williamsi
    - L. l. oatesi
    - L. l. crawfurdi
    - L. l. lineata
    - L. nycthemera
    - L. n. nycthemera
    - L. n. lewisi
    - L. n. annamensis
    - L. n. engelbachi
    - L. n. beli
    - L. n. berliozi
    - L. n. rufripes
    - L. n. ripponi
    - L. n. occidentalis
    - L. n. beaulieui
    - L. n. fokiensis
    - L. n. whiteheadi
    - L. n. omeiensis
    - L. n. rongjiangensis
    - L. imperialis
    - L. edwardsi
    - L. swinhoii
    - L. inornata
    - L. erythrophthalma
    - L. e. erythrophthalma
    - L. e. pyronota
    - L. ignita
    - L. i. ignita
    - L. i. nobilis
    - L. i. rufa
    - L. i. macartneyi
    - L. diardi
    - L. bulweri
- Gènere Crossoptilon
  - C. crossoptilon
  - C. mantchuricum
  - C. auritum
- Gènere Catreus
  - Catreus C. wallichi
- Gènere Syrmaticus
  - S. reevesi
  - Syrmaticus S. ellioti
  - Syrmaticus S. humiae
  - Syrmaticus S. mikado
  - S. soemmerringi
- Gènere Phasianus
  - P. versicolor
  - Faisà comú (P. colchicus)
    - P.c. colchicus
    - P.c. torquatus
- Gènere Chrysolophus
  - C. pictus
  - C. amherstiae
- Gènere Polyplectron
  - P. chalcurum
  - P. inopinatum
  - P. germaini
  - P. bicalcaratum
  - P. malacense
  - P. schleiermacheri
  - P. emphanum
- Gènere Rheinartia
  - R. ocellata
- Gènere Argusianus
  - A. argus